# Natti Natasha

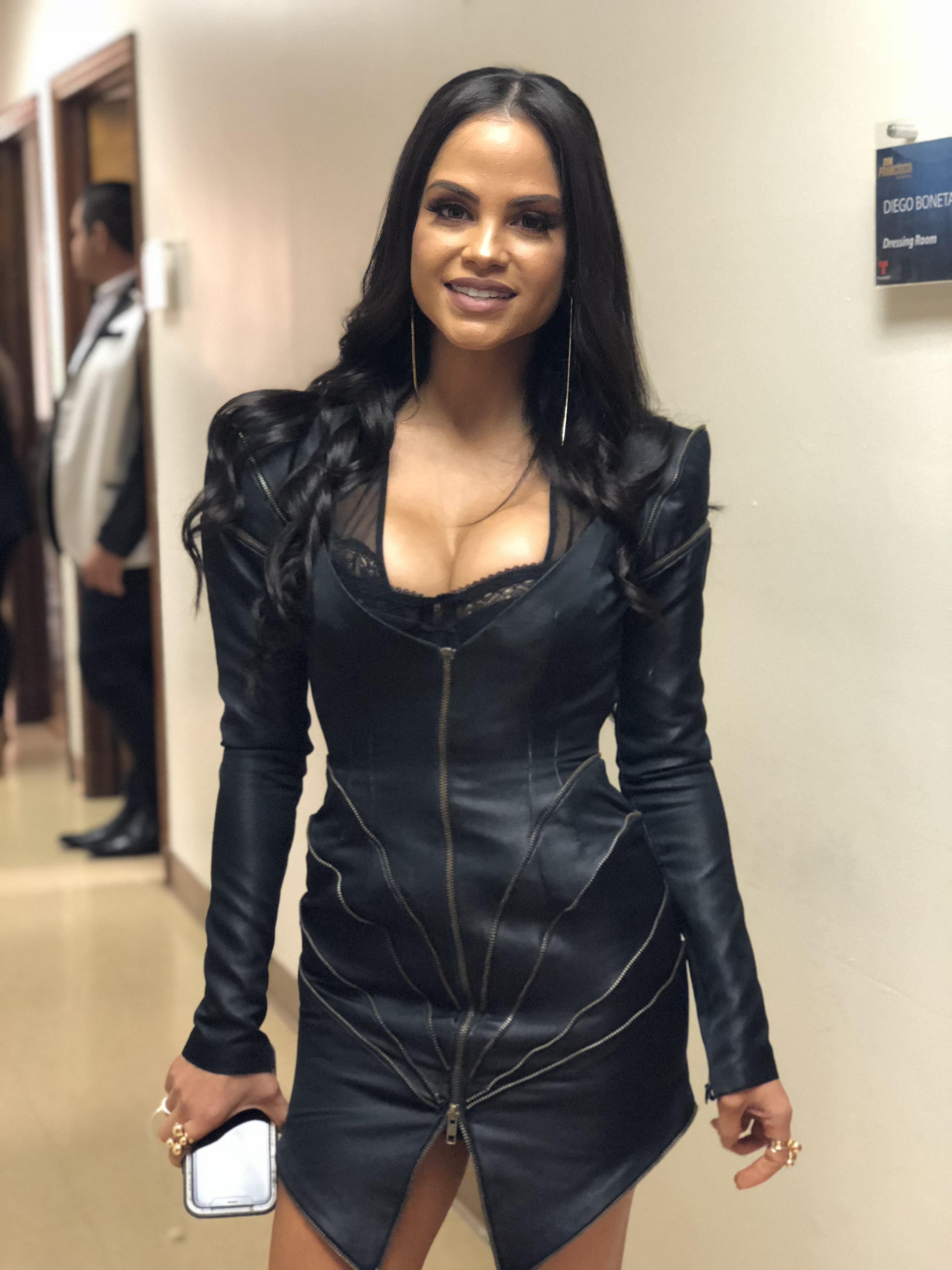
Natti Natasha trước khi biểu diễn Don Francisco Te Invita

Natti Natasha (sinh ngày 10 tháng 12 năm 1986) là một ca sĩ thuộc thể loại reggaeton và hip hop và diễn viên người Dominica. Là người đến từ Santiago de los Caballeros, cô bắt đầu sự nghiệp ca hát từ sớm. Khi cô 18 tuổi, cô tham gia vào Trường Mỹ thuật tại Santiago để học hát và để mài dũa khả năng âm nhạc của mình. Khi cô lớn lên, cô thể hiện một mối quan tâm lớn và dành sự tôn trọng cho Bob Marley, Jerry Rivera, Lauryn Hill và Ivy Queen. Khi mới 14 tuổi, cô bắt đầu ghi âm ca hát để cho vui. Natasha bắt đầu nếm trải vị thành công như là một nghệ sĩ được hợp tác trong bài hát nhạc pop nhiệt đới của Don Omar có tên là Dutty Love vào năm 2012. Trong năm đó, cô cũng có tác phẩm được mở rộng đầu tiên và duy nhất có tên All About Me. Trong các năm tiếp theo, cô làm việc với một số nghệ sĩ khác trước khi phát hành tác phẩm độc diễn, Otra Cosa, vào năm 2017. Từ đó, cô cho phát hành thêm 8 tác phẩm độc diễn và đã xuất hiện như một diễn viên trong phim truyền hình nhiều tập Atlantic City Chronicles. Hiện nay, cô đang làm việc cho hãng ghi âm của Puerto Rico mang tên Pina Records.

## Sự nghiệp[1]
Natasha, tên thật là Natalia Alexandra Gutiérrez Batista, trở nên nghiêm túc khi suy nghĩ về một sự nghiệp trong ngành công nghiệp âm nhạc trong thập niên 2000. Cô đã đặt nghệ danh cho mình, và đã liên hệ với nhà sản xuất Linkon El Director, tìm được con đường đến một xưởng ghi âm tại New York. Trong thời gian sống ở thành phố này, cô làm việc với Syko trong tác phẩm El Terror và Kendo Kaponi trong tác phẩm Beyond 3000 cũng như Gyptian và Don Omar trong Hold Yuh Remix để có thể tạo danh tiếng cho mình. Natasha sau đó ký hợp đồng với nhãn hiệu ghi âm của Don Omar mang tên Orfanato Music Group. Vào năm 2012, cô hợp tác với Don Omar một lần nữa trong tác phẩm Dutty Love. Bài hát này đã được xuất hiện trong album của Omar Don Omar Presents MTO²: New Generation. Bài hát là một thành công vang dội. Nó không chỉ ở trên top của các bảng xếp hạng của US Latin, US Latin Airplay và US Latin Pop mà còn thắng ba giải Billboard. Thêm vào đó, bài hát đó tạo nên sự khác biệt với những bài hát được trực tiếp nhiều nhất trên nền tảng Spotify. Trong năm đó, Natasha còn phát hành album đầu tiên mang tên, All About Me, thông qua Orfando.
Vào năm 2013, Natasha hợp tác với Farruko trong tác phẩm Crazy in Love. Cô cùng với Don Omar làm việc với nhau một lần nữa trong tác phẩm Perdido en Tus Ojos (2015), bài hát được công nhận đĩa bạch kim của PROMUSICAE. Natasha rời khỏi Orfando vào năm 2015 và ký một hợp đồng với Pina Records.
Trong những năm gần đây, cô hoạt động trên YouTube, Instagram và những nền tảng mạng xã hội khác đã giúp cô có những thành công ngay lập tức với vai trò là một ca sĩ. Vào năm 2017, cô phát hành đĩa đơn Otra Cosa (với Daddy Yankee). Bài hát đạt top trên bảng xếp hạng của Monitor Latino. Vào ngày 1 tháng 9 năm 2017, cô phát hành đĩa đơn thứ hai, Criminal (với Ozuna), thông qua Pina Records. Là một trong những bài hát của Natasha, bài hát này đạt được top trên bảng xếp hạng Album Tây Ban Nha và chạm đến vị trí thứ hai của bảng xếp hạng của Monitor Latino. Bài hát cũng được nhận đĩa vàng bởi FIMI, 4 lần nhận đĩa bạch kim của PROMUSICAE và 15 lần nhận đĩa bạch kim về nhạc Latin của RIAA.
Natasha bắt đầu vào năm 2018 với việc phát hành Amantes de Una Noche (với Bag Bunny), bài hát nhận được đĩa vàng của PROMUSICAE và 2 lần nhận được đĩa bạch kim về nhạc Latin bởi RIAA. Tiếp theo đó, cô hợp tác với R.K.M & Ken-Y trong bài hát Tonta.
Natasha còn hợp tác với ca sĩ và người viết bài hát Becky G trong bài hát Sin Pijama. Bài hát đạt được top trên các bảng xếp hạng của Latin Airplay của Tây Ban Nha và Hoa Kỳ và US Latin Pop và nhận được nhiều đĩa bạch kim bởi AMPROFON, RIAA, và PROMUSICAE. Bản phát hành tiếp theo của cô, No Me Acuerdo (với Thalia) là một thành công lớn. Trong những tháng gần đây, Natasha đã cho phát hành Quién Sabe, Justicia, và Buena Vida.
Vào năm 2013, Natasha đã thực hiện vai diễn đầu tiên trong một tập phim của phim Mỹ Atlantic City Chronicles.
Vào ngày 13 tháng 1 năm 2022, Natasha đã hợp tác với nhóm nhạc nữ Hàn Quốc Momoland trong bài hát "Yummy Yummy Love", đánh dấu sự trở lại của cô với ca khúc tiếng Anh kể từ EP đầu tay và lần đầu tiên hợp tác với một nhóm nhạc châu Á.

## Gia đìnhvà cuộc sống cá nhân[1]
Natasha sinh ra trong gia đình có cha là Alejandro Gutiérrez và mẹ là Sarah Batista. Natasha đã phát triển một tình cảm sâu sắc với âm nhạc từ rất sớm. Sau khi cô được tròn 8 tuổi, cô tham gia Trường Mỹ thuật tại Santiago để học tại các lớp hát và cải thiện khả năng giọng ca của mình. Cô cho biết các nghệ sĩ như Bob Marley, Jerry Rivera, và Lauryn Hill đã gây ấn tượng cho cô từ khi cô còn rất trẻ. Cô cũng nói về sự khâm phục của cô đối với ca sĩ, người viết bài hát, người đọc rap, diễn viên và nhà sản xuất ghi âm Ivy Queen, người Puerto Rico, và làm sao cô còn trở thành một người hâm mộ của Queen kể từ khi cô bắt đầu sự nghiệp ca hát sau này. Đáp lại, Ivy Queen ở trên Twitter: "Cảm ơn vì sự tôn trọng và sự mến mộ. Đó là sự có học và hơn bất kỳ cái gì của sự thông minh".
Cha của Natasha là một giáo sư học viện và muốn con gái của mình tiếp bước sự nghiệp của mình. Khi cô quyết định thay vì đó cô trở thành một ca sĩ, cô đã phải mất thời gian để thuyết phục cha mình và cuối cùng cô làm được điều mà mình muốn.
Natasha được cho là trong mối quan hệ với Don Omar. Cô là một người ăn chay trong nhiều năm.